# العواء (نجم)
أو دلتا العواء Delta Virginis اسمه التقليدي Auva مشتق من الاسم العربي وهو عملاق أحمر في كوكبة العذراء. ينتمي العواء إلى الفئة الطيفية M3-III ويملك قدر ظاهري يساوي 3.38 وهو مشع كفاية لرؤيته بالعين المجردة ويصنف بأنه نجم متغير حيث يتراوح قدره الظاهري +3.32 إلى +3.40.
من المحتمل أن العواء نجم مزدوج ويعتقد أن شريكه قزم من النوع K يدور حوله في فترة
200,000 سنة